# آرواره بالا (بندپایان)

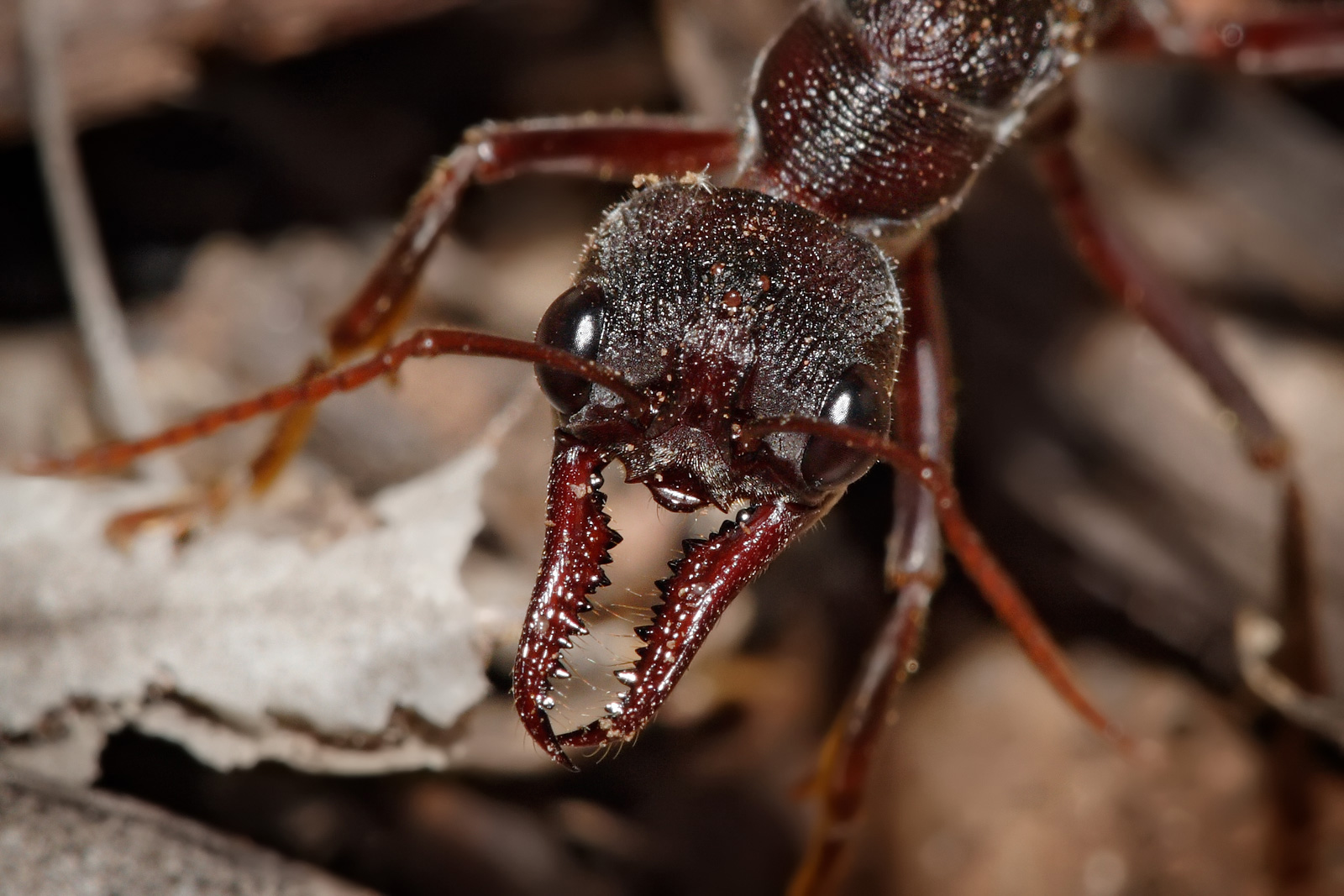
آرواره بالا در یک مورچه گاو نر

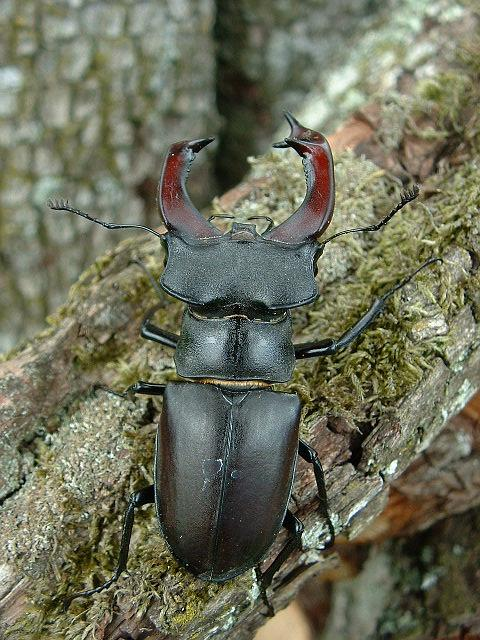
سوسک گوزن با آرواره بالایی اصلاح‌شده که دیگر در تغذیه استفاده نمی‌شود

آرواره بالا (به لاتین: mandibula) (یا mandĭbŭ-lum، به معنی فک) از بندپایان یک جفت قطعات دهانی است که برای گاز گرفتن یا بریدن و نگه داشتن غذا استفاده می‌شود. آراواه بالا اغلب به سادگی فک نامیده می‌شود. آرواره بالا در زیرشاخه‌های موجود هزارپایان (Myriapoda) (هزارپا و دیگران)، سخت‌پوستان و شش‌پایان (حشرات و غیره) وجود دارد. این گروه‌ها کلاد آرواره‌داران را تشکیل می‌دهند که در حال حاضر اعتقاد بر این است که گروه خواهری دیگر بندپایان، تبارشاخه عنکبوت‌ریختان (گیره‌داران و تریلوبیت‌ها) است.
برخلاف گیره‌داران عنکبوتیان، از آرواره بالا اغلب می‌توانند برای جویدن غذا استفاده کنند. آرواره بالا نیز با داشتن شاخک و همچنین با داشتن سه ناحیه متمایز بدن: سر، سینه و شکم متفاوت است (سرسینه‌گاه (یا پروزوما) در گیره‌داران (chelicerates) از ادغام سر و قفسه سینه است)

نمودارآروارهٔ بالا دوجورپایان. ۱. فرایند آسیابی؛ ۲. ردیف خارها؛ ۳. لاسینیا موبیلیس ; ۴. فرایند ثنایا؛ ۵. پالپ

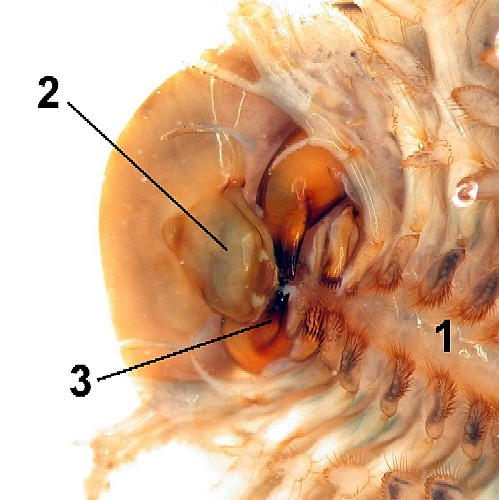
سر لارو میگوی با آرواره بالا با برچسب شماره ۳